# Luca Cei
Luca Cei (Pietrasanta, 7 maggio 1975) è un ex ciclista su strada italiano, professionista dal 1998 al 2000.

## Palmarès
- 1997 (Dilettanti, cinque vittorie)

Firenze-Empoli
La Popolarissima
Vicenza-Bionde
Gran Premio Sportivi di Poggio alla Cavalla
1ª tappa Giro d'Abruzzo
- 1998 (Scrigno-Gaerne, una vittoria)

12ª tappa Tour de Langkawi (Kuala Lumpur > Kuala Lumpur)
- 1999 (Navigare-Gaerne, una vittoria)

12ª tappa Tour de Langkawi (Kuala Lumpur > Kuala Lumpur)

### Altri successi
- 1998 (Scrigno-Gaerne)

Classifica traguardi volanti Postgirot Open

## Piazzamenti

### Grandi Giri
- Giro d'Italia

1999: ritirato (13ª tappa)
2000: ritirato (14ª tappa)